# Argiope caledonia
Argiope caledonia là một loài nhện trong họ Araneidae.
Loài này thuộc chi Argiope. Argiope caledonia được Herbert Walter Levi miêu tả năm 1983.